# Elida (Schiff)
Die Elida ist ein ehemaliger Fisch- und Postkutter und war bis vor einigen Jahren Deutschlands einziges Missionsschiff.

## Geschichte
Das Schiff wurde im Jahre 1939 als Hochsee-Fischkutter (Ketsch mit Gaffeltakelung) in Norwegen, Høllen Søgne, gebaut. Der Kutter war lange Zeit vor Island im Einsatz, wurde später umgebaut und fuhr dann als Postschiff an Norwegens Küsten. Aus dieser Zeit stammt noch das Schild, auf dem zu lesen ist, dass maximal 98 Passagiere befördert werden können. Letzte Station vor dem Verkauf nach Deutschland war Landskrona, Schweden. Dort diente der Kutter als Restaurantschiff. Ursprünglicher Name des Schiffes war Maria II.
180 m² Segelfläche und ein Kromhout-Dieselmotor mit 10 Litern Hubraum sorgen für den nötigen Fortbewegungsschub. Der Kutter ist 22,22 m lang, 4,77 m breit und hat einen Tiefgang von 2,3 m.

## Missionskutter

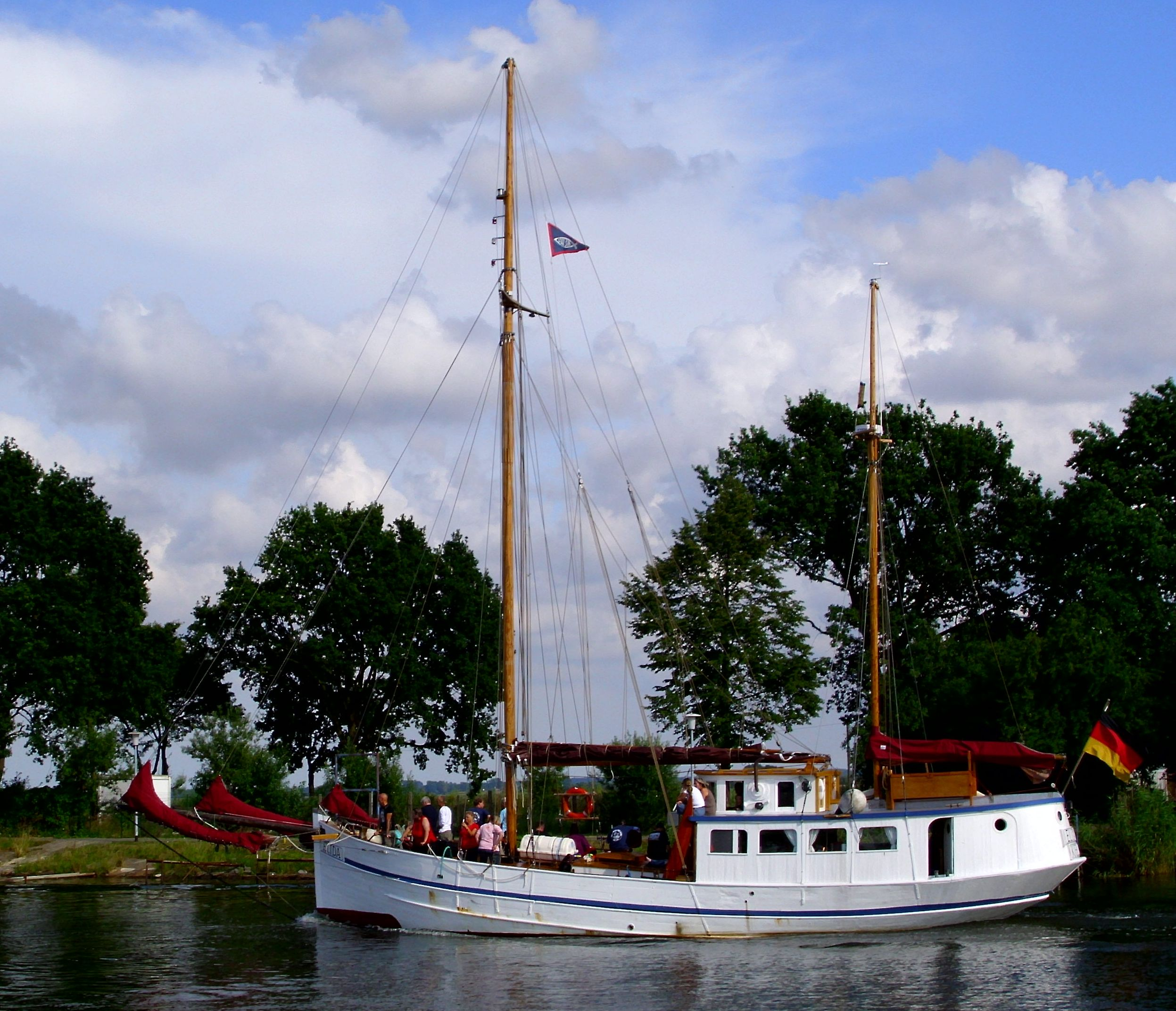
Schiff Elida in Greifswald

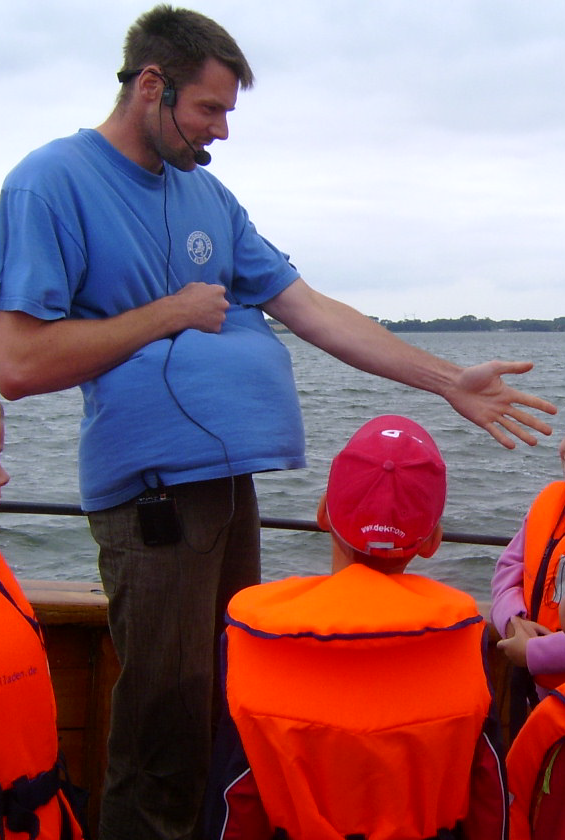
Skipper M. Saal als Moderator und Prediger

Im Jahr 1984 kaufte der Verein Missionskutter Elida e. V. das Schiff und baute es für den Einsatz als Missionsschiff innerhalb von drei Jahren um. Der Verein gehört zur Deutschen Evangelistenkonferenz.
Seit 1987 segelt die Elida mit der Idee, Menschen in den Häfen an der Ostseeküste zwischen Wolgast und Flensburg mit der Botschaft der Bibel zu erreichen. „Elida“ kommt aus dem Skandinavischen und bedeutet so viel wie „edles Licht“. Das Traditionsschiff ist regelmäßig unterwegs und dabei Stammgast auf der Hanse Sail und der Kieler Woche. Es beteiligt sich an der jährlichen Christian-Müther-Gedächtnisfahrt für asthmakranke Kinder.
Die Elida ist bei diversen Hafenfesten an der Ostseeküste dabei, liegt dann an der Pier und dient als  Kulisse für missionarische Theaterstücke oder als Bühne für kreative Events. Darüber hinaus werden Kutterrundfahrten mit Gospelmagicprogramm angeboten. Beim „Open Ship“ können sich Besucher den Kutter bei einer Tasse Kaffee zeigen und erklären lassen.

## Crew
Die Elida-Crew besteht aus Kirchenmitgliedern und Nicht-Kirchenmitgliedern aus ganz Deutschland und zum Teil Europa. Die Crew verbringt ihren missionarischen Urlaub auf See und ist bei den Hafenfesten in vielen Städten an der Ostseeküste dabei.